# Peter Michalovič
Peter Michalovič (ur. 26 maja 1990 w Malackach) – słowacki siatkarz, grający na pozycji atakującego, reprezentant Słowacji.
Jego siostry Monika i Lucia, również są siatkarkami.
6 czerwca 2010 roku zadebiutował w seniorskiej kadrze narodowej w Lidze Europejskiej przeciwko Wielkiej Brytanii w mieście Sheffield.

## Sukcesy klubowe
Puchar Czech:
- 2010, 2012

Liga czeska:
- 2013
- 2011

Puchar Challenge:
- 2014

Superpuchar Grecji:
- 2021

Liga grecka:
- 2022[4]

Puchar Słowacji:
- 2025[5]

Liga słowacka:
- 2025[6]

## Sukcesy reprezentacyjne
Liga Europejska:
- 2011

## Nagrody indywidualnie
- 2019: Siatkarz roku na Słowacji
- 2020: Siatkarz roku na Słowacji